# شب کایت‌ها
شب کایت‌ها فیلمی به کارگردانی حبیب‌الله بهمنی و نویسندگی نورالدین آزاد، محسن بسطامی ساختهٔ سال ۱۳۸۲ است.

## بازیگران
- علی بوریان
- علی سعد
- احمد کاوری
- حبیب‌الله بهمنی
- رضا فتاح حسینی
- ریتا بشیری
- اسامه شعبان
- منی کریم